# جولييان روبيو
جولييان روبيو (بالإسبانية: Julián Rubio)‏ (28 يناير 1952 بمونتياليغري ديل كاستيو في إسبانيا - ) هو مدرب كرة قدم ولاعب كرة قدم إسباني في مركز الوسط. لعب مع نادي ألباسيتي ونادي أونتينيينت ونادي إشبيلية ونادي برشلونة.

## وصلات خارجية
- جولييان روبيو على موقع الاتحاد الأوربي (الإنجليزية)
- جولييان روبيو على موقع قاعدة بيانات كرة القدم.إي يو (الإنجليزية)
- جولييان روبيو على موقع Soccerway.com (الإنجليزية)
- جولييان روبيو على موقع عالم كرة القدم.نت (الإنجليزية)